# 布赖讷
布赖讷（法語：Braine，法語發音：[bʁɛn]）是法国上法蘭西大區埃纳省的一个市镇，属于苏瓦松区。

## 地理
布赖讷（49°20'30"N, 3°31'55"E）面积11.61 平方千米，位于法国上法蘭西大區埃纳省，该省份为法国北部内陆省份，北起北部省，西接索姆省和瓦兹省，东临阿登省和马恩省，西南至塞纳-马恩省，东北部与比利时接壤。
与布赖讷接壤的市镇（或旧市镇、城区）包括：欧日、布勒内勒、塞尔瑟伊、沙斯米、韦勒河畔库尔塞勒、利梅、瓦塞尼。

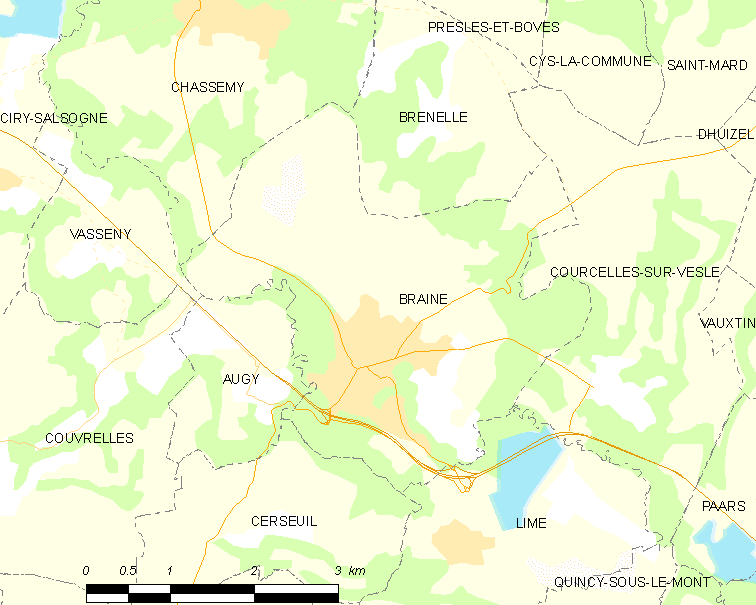
布赖讷的OSM定位图

布赖讷的时区为UTC+01:00、UTC+02:00（夏令时）。

## 行政
布赖讷的邮政编码为02220，INSEE市镇编码为02110。

## 政治
布赖讷所属的省级选区为塔德努瓦地区费尔县。

## 人口

1962-2008年间布赖讷人口变化图示

布赖讷于2022年1月1日时的人口数量为2243人。